# Cérvol mesquer pigmeu
El cérvol mesquer pigmeu (Moschus berezovskii) (xinès: 林麝; pinyin: Lín shè) és un cérvol mesquer nadiu de la Xina i el Vietnam. El 14 de juny del 1976, la Xina inclogué el cérvol mesquer pigmeu a la seva llista d'espècies amenaçades. N'hi ha diverses subespècies.